# Afroaltica subaptera
Afroaltica subaptera là một loài bọ cánh cứng trong họ Chrysomelidae. Loài này được Biondi & D'Alessandro.